# Al Salmiya Club
al Salmiya (arabisch السالمية, DMG as-Sālimīya) ist ein Sportverein aus Salmiya in Kuwait. Die Sektion Fußball spielt in der höchsten Liga des Landes, der Kuwaiti Premier League. Die Heimspiele tragen die Fußballer im Thamir-Stadion aus. Gegründet 1974 gewannen die Fußballer bisher vier Meistertitel. Der letzte datiert aus dem Jahr 2000.

## Vereinserfolge

### National
- Kuwaiti Premier League: 1980/81, 1994/95, 1997/98, 1999/2000[1]

- Kuwait Emir Cup: 1993, 2001

- Kuwait Crown Prince Cup: 2001, 2015/16

## Trainer
- Ján Pivarník (1997–1998)
- Ivan Buljan (2000–2001)
- Alfred Riedl
- Mihai Stoichiță (2008–2009)
- Wolfgang Rolff (2015)